# نلسون پریرا
نلسون پریرا (انگلیسی: Nélson Pereira؛ زادهٔ ۲۰ اکتبر ۱۹۷۵) یک بازیکن فوتبال اهل پرتغال است.
وی همچنین در تیم ملی فوتبال پرتغال بازی کرده‌است.